# Ігри пристрасті
«Ігри пристрасті» (англ. Passion Play) — американський драматичний трилер 2010 року.

## Зміст
Нейт - музикант, що не реалізувався та заробляє на свій шматок хліба грою на трубі. Його життя змінюється, коли за дивних обставин він зустрічає Лілі — дівчину з крилами, чия незвичайна зовнішність виставляється на показ в мандрівному цирку. Відчувши в Лілі споріднену душу, Нейт пропонує їй назавжди кинути цирк і подорожувати разом з ним.

## Ролі
| Актор             | Роль         |
| ----------------- | ------------ |
| Міккі Рурк        | Нейт Пул     |
| Меган Фокс        | Лілі Ластер  |
| Білл Мюррей       | Хеппі Шеннон |
| Келлі Лінч        | Херріет      |
| Ріс Іванс         | Сем Адамо    |
| Роберт Віздом     | Малкольм     |
| Рорі Кокрейн      | Ріккі        |
| Браян Дойл-Мюррей | Біллі Берг   |
| Чак Лідделл       | Алдо         |

## Знімальна група
- Режисер — Мітч Глейзер
- Сценарист — Мітч Глейзер
- Продюсер — Ден Дубицькі, Меган Еллісон, Андреа Чунг
- Композитор — Дікон Хінчкліфф